# Xiaojiang (köpinghuvudort i Kina, Zhejiang Sheng, lat 29,38, long 121,12)
Xiaojiang (kinesiska: 小将, 小将镇) är en köpinghuvudort i Kina. Den ligger i provinsen Zhejiang, i den östra delen av landet, omkring 130 kilometer sydost om provinshuvudstaden Hangzhou. Antalet invånare är 10 633. Befolkningen består av 5 122 kvinnor och 5 511 män. Barn under 15 år utgör 10,0 %, vuxna 15-64 år 67 %, och äldre över 65 år 22,0 %.
Runt Xiaojiang är det tätbefolkat, med 266 invånare per kvadratkilometer. Närmaste större samhälle är Ru'ao, 19,4 km väster om Xiaojiang. I omgivningarna runt Xiaojiang växer i huvudsak blandskog.
Genomsnittlig årsnederbörd är 2 140 millimeter. Den regnigaste månaden är augusti, med i genomsnitt 364 mm nederbörd, och den torraste är januari, med 70 mm nederbörd.